# Makary (rejon lidzki)
Makary (biał. Макары, Makary; ros. Макары, Makary) – wieś na Białorusi, w obwodzie grodzieńskim, w rejonie lidzkim, w sielsowiecie Chodorowce, nad Lebiodą.

## Historia
W XIX i w początkach XX w. położone były w Rosji, w guberni wileńskiej, w powiecie lidzkim.
W dwudziestoleciu międzywojennym leżały w Polsce, w województwie nowogródzkim, w powiecie szczuczyńskim (od 29 maja 1929, wcześniej w powiecie lidzkim), w gminie Żołudek. W 1921 miejscowość liczyła 65 mieszkańców, zamieszkałych w 11 budynkach, w tym 60 Białorusinów i 5 Polaków. 62 mieszkańców było wyznania prawosławnego i 3 rzymskokatolickiego.
Po II wojnie światowej w granicach Związku Sowieckiego. Od 1991 w niepodległej Białorusi.